# Winslow Hall (veslač)
Winslow William Hall, ameriški veslač, * 15. maj 1912, † 27. december 1995.
Hall je leta 1932 na Poletnih olimpijskih igrah v Los Angelesu veslal v osmercu, ki so ga sestavljali študenti Univerze Berkeley. Ameriški čoln je osvojil zlato medaljo. 
Leta 1969 so bili člani tega osmerca sprejeti v ameriški veslaški hram slavnih. 